# 23街車站 (IRT百老匯-第七大道線)
23街車站（英語：23rd Street station）是紐約地鐵IRT百老匯-第七大道線一個慢車地鐵站，位於曼哈頓雀兒喜23街與第七大道交界，設有1號線（任何時候停站）與2號線（僅深夜停站）列車服務。

## 車站結構
| G        | 街道               | 出入口                                         |
| P 月台層 | 側式月台，右側開門 | 側式月台，右側開門                             |
| P 月台層 | 北行               | 往范科特蘭公園-242街（深夜時 往241街）（28街） |
| P 月台層 | 北行快速           | 不停靠                                         |
| P 月台層 | 南行快速           | 不停靠                                         |
| P 月台層 | 南行               | 往南碼頭（深夜時 往布魯克林學院）（18街）      |
| P 月台層 | 側式月台，右側開門 |                                                |

此地下車站於1918年7月1日啟用，並於1990年代翻新，設有兩個側式月台和四條軌道。兩條快車軌道由2號線與3號線列車白天使用。

## 外部連結

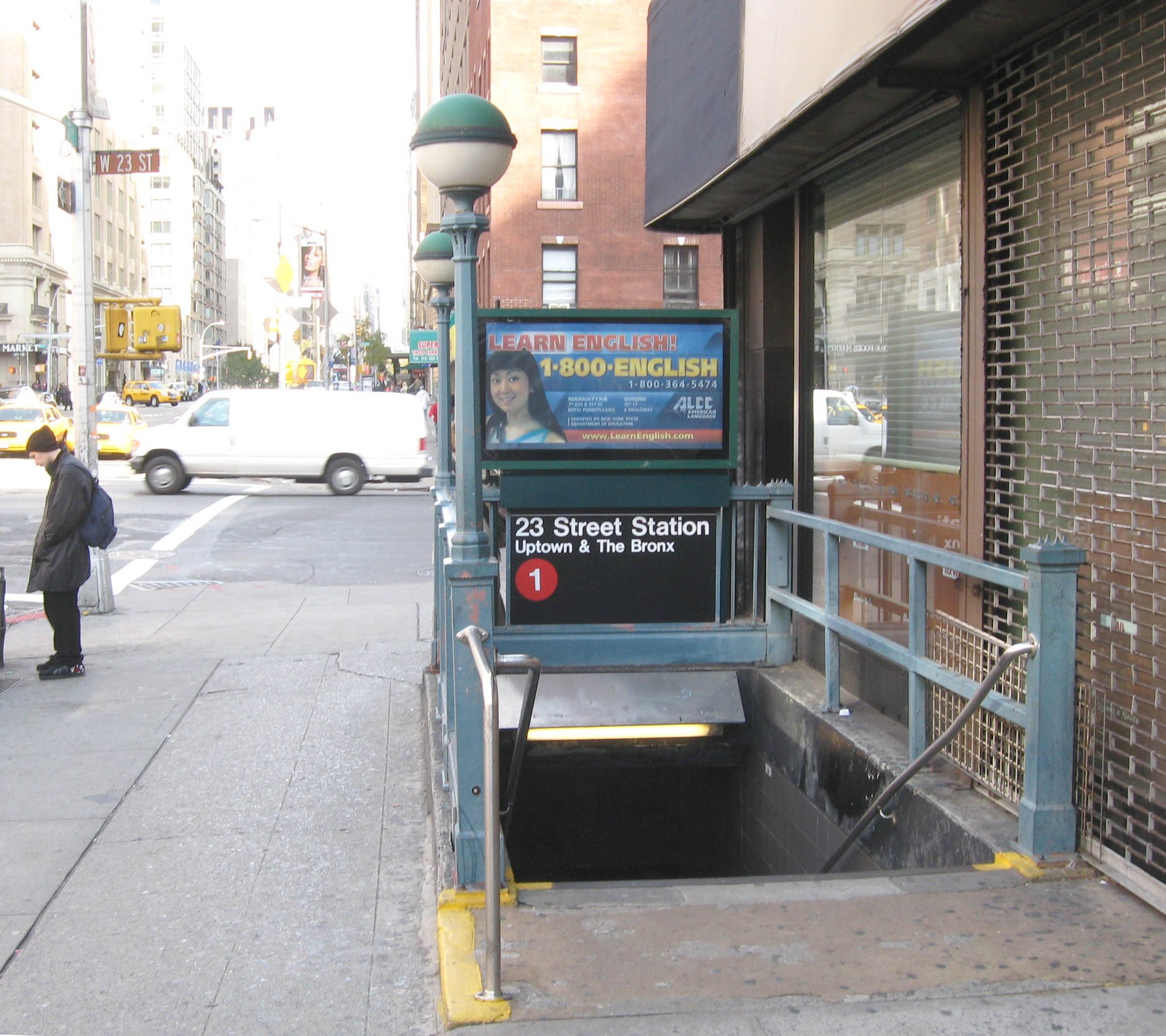
北行街梯

- nycsubway.org—IRT West Side Line: 23rd Street
- Station Reporter – 1 Train
- 23rd Street entrance from Google Maps Street View
- Platforms from Google Maps Street View